# درویشان (نیمروز)
درویشان روستایی در دهستان ادیمی بخش مرکزی شهرستان نیمروز استان سیستان و بلوچستان ایران است. بر پایه سرشماری عمومی نفوس و مسکن در سال ۱۳۹۰ جمعیت این روستا ۳۴۹ نفر (در ۸۹ خانوار) بوده است.